# III (album)
III is het derde muziekalbum van de Zweedse band Brother Ape. De muziek is een mix van de vroege muziek van Saga uit de tijd van Heads and Tales en de jazzrock van Pat Metheny. Het album is opgenomen in Zweden.

## Musici
- Stefan Damicolas – gitaar, zang, toetsen
- Gunnar Wáxen – basgitaar, zang, toetsen
- Max Bergman – slagwerk en percussie

## Composities
1. Universal eye (6:43)
2. Cosmic overdosis 8 pm (5:11)
3. Monday breakfast (6:55)
4. No answer (7:57)
5. Another day of wonder (5:51)
6. Immortal (5:02)
7. All I really want (7:32)
8. Human Equation (7:05)
9. Three (0:54)